# Tournoi africain de qualification olympique masculin de hockey sur gazon 2019
Navigation
Randburg 2015 Pretoria 2023
Le tournoi africain de qualification olympique masculin de hockey sur gazon 2019' est la 4e édition des Éliminatoires africains pour le Tournoi masculin de hockey sur gazon aux Jeux olympiques d'été de 2020. Il se déroule du 12 au 18 août 2019 à Stellenbosch, en Afrique du Sud, en même temps que les éliminatoires féminin.
Le vainqueur du tournoi se qualifie directement pour les Jeux olympiques d'été de 2020.
Le pays hôte, l'Afrique du Sud gagne son quatrième tournoi africain d'affilée après avoir battu l'Égypte 3 - 2 en dernier match de groupe.

## Équipes qualifiées
Les 8 équipes suivantes montrées avec le Classement mondial du 30 juin 2019 avant le tournoi, devaient participer au tournoi. Le Nigéria et l'Ouganda déclarent forfait avant le tournoi.
| Équipes        | Rang FIH |
| -------------- | -------- |
| Afrique du Sud | 14       |
| Égypte         | 20       |
| Ghana          | 36       |
| Kenya          | 48       |
| Nigeria        | 57       |
| Zimbabwe       | 61       |
| Namibie        | 68       |
| Ouganda        | -        |

## Résultats
Toutes les heures correspondent à l'heure d'Afrique centrale (UTC+2)
| Rang               | Équipe         | Pts | J | V | N | P | BP | BC | Diff |
| ------------------ | -------------- | --- | - | - | - | - | -- | -- | ---- |
| Médaille d'or      | Afrique du Sud | 15  | 5 | 5 | 0 | 0 | 28 | 4  | +24  |
| Médaille d'argent  | Égypte         | 12  | 5 | 4 | 0 | 1 | 24 | 7  | +17  |
| Médaille de bronze | Ghana          | 9   | 5 | 3 | 0 | 2 | 12 | 18 | -6   |
| 4                  | Zimbabwe       | 4   | 5 | 1 | 1 | 3 | 8  | 23 | -15  |
| 5                  | Kenya          | 3   | 5 | 1 | 0 | 4 | 9  | 18 | -9   |
| 6                  | Namibie        | 1   | 5 | 0 | 1 | 4 | 6  | 17 | -11  |

 Qualifié pour les Jeux olympiques d'été de 2020
Source: FIH
En cas d'égalité de points de plusieurs équipes à l'issue des matchs de poule, les critères suivants sont appliqués dans l'ordre indiqué pour établir leur classement:
1. Points de chaque équipe,
2. Matchs gagnés,
3. Différence de buts,
4. Buts pour,
5. Plus grand nombre de points obtenus dans les matchs de poule disputés entre les équipes concernées,
6. Buts marqués en plein jeu.

| 12 août 2019 | Égypte                                                  | 6 - 0   | Zimbabwe |                                              |                                              |
| 13h00        | Elganaini 4e, 5e, 34e · A. Sayed 52e, 58e · Ibrahim 54e | (2 - 0) |          | Arbitrage : Ilanggo Kanabathu Sedtric Makati | Arbitrage : Ilanggo Kanabathu Sedtric Makati |
| 13h00        | Rapport                                                 |         |          | Arbitrage : Ilanggo Kanabathu Sedtric Makati | Arbitrage : Ilanggo Kanabathu Sedtric Makati |

|       | Ghana                                     | 3 - 2   | Kenya                     |                                     |                                     |
| 15h00 | Kwofie 37e · El. Akaba 52e · Nsalbini 60e | (0 - 1) | 28e Wakhura · 51e Onyango | Arbitrage : Scott Tarr Raghu Prasad | Arbitrage : Scott Tarr Raghu Prasad |
| 15h00 | Rapport                                   |         |                           | Arbitrage : Scott Tarr Raghu Prasad | Arbitrage : Scott Tarr Raghu Prasad |

|       | Afrique du Sud               | 3 - 1   | Namibie      |                                        |                                        |
| 17h00 | Cassiem 41e · Smith 55e, 57e | (0 - 0) | 60e Barthram | Arbitrage : Ahmed Elsayed Peter Kabaso | Arbitrage : Ahmed Elsayed Peter Kabaso |
| 17h00 | Rapport                      |         |              | Arbitrage : Ahmed Elsayed Peter Kabaso | Arbitrage : Ahmed Elsayed Peter Kabaso |

| 13 août 2019 | Égypte                                                                  | 7 - 2   | Kenya                     |                                         |                                         |
| 13h00        | Adel 3e, 7e · Elganaini 6e ,45e · Ibrahim 24e · Ghobran 34e · Gamal 37e | (4 - 0) | 33e Wakhura · 40e Onyango | Arbitrage : Raghu Prasad Sedtric Makati | Arbitrage : Raghu Prasad Sedtric Makati |
| 13h00        | Rapport                                                                 |         |                           | Arbitrage : Raghu Prasad Sedtric Makati | Arbitrage : Raghu Prasad Sedtric Makati |

|       | Ghana                  | 3 - 1   | Namibie    |                                          |                                          |
| 15h00 | Nsalbini 25e, 50e, 53e | (1 - 1) | 30e Jacobs | Arbitrage : Peter Kabaso Munashe Mashoko | Arbitrage : Peter Kabaso Munashe Mashoko |
| 15h00 | Rapport                |         |            | Arbitrage : Peter Kabaso Munashe Mashoko | Arbitrage : Peter Kabaso Munashe Mashoko |

|       | Afrique du Sud                                                                                          | 9 - 0   | Zimbabwe |                                             |                                             |
| 19h00 | Paton 15e · Kok 21e · Cassiem 25e · Ntuli 26e · Panther 28e · Horne 36e · Smith 38e, 40e · Drummond 42e | (5 - 0) |          | Arbitrage : Ilanggo Kanabathu Alfred Akrong | Arbitrage : Ilanggo Kanabathu Alfred Akrong |
| 19h00 | Rapport                                                                                                 |         |          | Arbitrage : Ilanggo Kanabathu Alfred Akrong | Arbitrage : Ilanggo Kanabathu Alfred Akrong |

| 15 août 2019 | Kenya                     | 2 - 3   | Zimbabwe                            |                                         |                                         |
| 11h00        | Onyango 20e · Marango 43e | (1 - 0) | 36e Kanyangarara · 50e, 56e Maredza | Arbitrage : Ahmed Elsayed Alfred Akrong | Arbitrage : Ahmed Elsayed Alfred Akrong |
| 11h00        | Rapport                   |         |                                     | Arbitrage : Ahmed Elsayed Alfred Akrong | Arbitrage : Ahmed Elsayed Alfred Akrong |

|       | Égypte                                                              | 6 - 1   | Namibie   |                                        |                                        |
| 13h00 | Ghobran 3e · Adel 7e · Elhady 27e · Ibrahim 34e · Elnaggar 50e, 60e | (3 - 0) | 41e Finch | Arbitrage : Scott Tarr Munashe Mashoko | Arbitrage : Scott Tarr Munashe Mashoko |
| 13h00 | Rapport                                                             |         |           | Arbitrage : Scott Tarr Munashe Mashoko | Arbitrage : Scott Tarr Munashe Mashoko |

|       | Afrique du Sud                                                       | 9 - 1   | Ghana |                                            |                                            |
| 17h00 | Smith 4e, 6e, 40e, 50e · Eustice 11e, 49e · Kok 21e, 30e · Ntuli 35e | (5 - 0) |       | Arbitrage : Raghu Prasad Ilanggo Kanabathu | Arbitrage : Raghu Prasad Ilanggo Kanabathu |
| 17h00 | Rapport                                                              |         |       | Arbitrage : Raghu Prasad Ilanggo Kanabathu | Arbitrage : Raghu Prasad Ilanggo Kanabathu |

| 17 août 2019 | Zimbabwe                       | 2 - 2   | Namibie                       |                                        |                                        |
| 11h00        | O'Riordan 18e · Chomunorwa 43e | (1 - 0) | 41e Cleak · 54e Van der Merwe | Arbitrage : Alfred Akrong Peter Kabaso | Arbitrage : Alfred Akrong Peter Kabaso |
| 11h00        | Rapport                        |         |                               | Arbitrage : Alfred Akrong Peter Kabaso | Arbitrage : Alfred Akrong Peter Kabaso |

|       | Égypte                                | 3 - 1   | Ghana     |                                          |                                          |
| 13h00 | Ghobran 14e · Ragab 44e · Ibrahim 58e | (1 - 1) | 11e Opoku | Arbitrage : Scott Tarr Ilanggo Kanabathu | Arbitrage : Scott Tarr Ilanggo Kanabathu |
| 13h00 | Rapport                               |         |           | Arbitrage : Scott Tarr Ilanggo Kanabathu | Arbitrage : Scott Tarr Ilanggo Kanabathu |

|       | Afrique du Sud                           | 4 - 0   | Kenya |                                            |                                            |
| 17h00 | Smith 30e, 33e · Cassiem 37e · Horne 45e | (1 - 0) |       | Arbitrage : Munashe Mashoko Sedtric Makati | Arbitrage : Munashe Mashoko Sedtric Makati |
| 17h00 | Rapport                                  |         |       | Arbitrage : Munashe Mashoko Sedtric Makati | Arbitrage : Munashe Mashoko Sedtric Makati |

| 18 août 2019 | Ghana                                   | 4 - 3   | Zimbabwe                                     |                                          |                                          |
| 11h00        | Baiden 2e · Botsio 34e · Akaba 47e, 50e | (1 - 1) | 8e Mungwiniri · 50e Chomunorwa · 59e Maredza | Arbitrage : Ahmed Elsayed Sedtric Makati | Arbitrage : Ahmed Elsayed Sedtric Makati |
| 11h00        | Rapport                                 |         |                                              | Arbitrage : Ahmed Elsayed Sedtric Makati | Arbitrage : Ahmed Elsayed Sedtric Makati |

|       | Kenya                                 | 3 - 1   | Namibie       |                                        |                                        |
| 13h00 | Okeyo 26e · Wakhura 57e · Onyango 57e | (1 - 0) | 58e Neethling | Arbitrage : Scott Tarr Munashe Mashoko | Arbitrage : Scott Tarr Munashe Mashoko |
| 13h00 | Rapport                               |         |               | Arbitrage : Scott Tarr Munashe Mashoko | Arbitrage : Scott Tarr Munashe Mashoko |

|       | Afrique du Sud        | 3 - 2   | Égypte                   |                                            |                                            |
| 17h00 | Spooner 47e, 48e, 50e | (0 - 1) | 30e Elganaini · 60e Said | Arbitrage : Munashe Mashoko Sedtric Makati | Arbitrage : Munashe Mashoko Sedtric Makati |
| 17h00 | Rapport               |         |                          | Arbitrage : Munashe Mashoko Sedtric Makati | Arbitrage : Munashe Mashoko Sedtric Makati |

## Buteurs
87 buts ont été inscrits en 15 rencontres soit une moyenne de 5.8 buts par match.
| 10 buts - Austin Smith 6 buts - Ahmed Elganaini 4 buts - Amr Ibrahim - Salya Nsalbini - Festus Onyango 3 buts - Dayaan Cassiem - Tevin Kok - Nicholas Spooner - Mohamed Adel - Hossam Ghobran - Elikem Akaba | - Constant Wakhura - Tendayi Maredza 2 buts - Keenan Horne - Jethro Eustice - Nqobile Ntuli - Amr Sayed - Ahmed Elnaggar - Ernest Opoku - Gift Chomunorwa 1 but - Timothy Drummond | - Taine Paton - Clinton Panther - Ahmed Gamal - Ashraf Said - Mohamed Ragab - Amr Elhady - Benjamin Kwofie - Johnny Botsio - Michael Baiden - Willis Okeyo | - Arnold Marango - Rangarirai Mungwiniri - Tony O'Riordan - Tatenda Kanyangarara - Brynn Cleak - Cody van der Merwe - Nico Neethling - Dylan Finch - Pieter Jacobs - Percy Barthram |

Source: FIH